# Брей, Реджинальд Джордж Артур де
Реджинальд Джордж Артур де Брей (1912, Санкт-Петербург — 29.05.1993, Канберра) — македонист, славист, научный работник, полиглот и переводчик.

## Биография
Родился в 1912 году в Санкт-Петербурге. Был профессором русского языка в Лондонском университете на факультете славистики и восточных исследований. Основатель кафедры русского языка в Университете Монаша, профессор русского языка в Австралийском национальном университете, в котором он вышел в отставку в 1977 году. Член международных лингвистических ассоциаций и сообществ, в течение нескольких лет представлял австралийских и новозеландских славистов в Международном комитете славистов. Член внешнего состава Македонской академии наук и искусств. Один из первых славистов, приехавших после Второй мировой войны в Македонию, и с тех пор македонский язык становится его занятием. Его капитальной работой является «Руководство по славянским языкам», в которой наравне с другими славянскими языками представлен и македонский язык.
Профессор Реджинальд де Брей внес вклад в македонской культуры своими переводами поэзии Радован Павловски на английский язык. Часть из этих переводов была опубликована в Австралии в книге «Свободная песня Железной реки» (Канберра, 1983) и «Горная поездка» (Канберра, 1985). Реджинальд де Брей является почетным членом Ассоциации писателей Македонии.
Умер в 1993 году в Канберре, Австралия.